# Certosa di Pavia (klasztor)
Certosa di Pavia (klasztor) – zespół klasztorny położony w Certosie di Pavia (ok. 8 km na północ od Pavii), którego początki sięgają XIV w. Jest jednym z najważniejszych zabytków późnogotyckich we Włoszech. Klasztor został zbudowany na skraju parku i terenów myśliwskich rodziny Viscontich, ówczesnych władców Mediolanu, którzy w Pawii mieli swoją rezydencję.

## Historia
Klasztor został zbudowany dla zakonu kartuzów, z inicjatywy Gian Galeazzo Viscontiego, władcy Mediolanu. Budowa została rozpoczęta 17 sierpnia 1396 r. Położenie budowli było strategiczne: w połowie drogi z Mediolanu, stolicy państwa, do Pawii, drugiego co do ważności miasta, gdzie diuk się wychowywał i gdzie miał siedzibę jego dwór. Miejscem wybranym do budowy był las na skraju starego parku, ogrodzonej przestrzeni, która łączyła zamek w Pavii z terenami myśliwskimi panów Lombardii.
Początkowo, w pierwszej fazie prac, mnisi rezydowali w zamku Torre del Mangano i w Castello di Carpiano (lub Grangia), jednym z wielu posiadłości przekazanych im przez Gian Galeazzo Viscontiego. Później zajęli pomieszczenia konwentu, które zostały pobudowane w pierwszej kolejności. Ceremonie liturgiczne odbywały się najpierw w refektarzu, który był jedynym miejscem odpowiedniej wielkości, aby móc pomieścić całą wspólnotę kartuzów.
Kościół, który miał być mauzoleum dynastii diuków Mediolanu, został zaprojektowany jako ogromna budowla z trzema nawami. Wzniesiono go jako ostatni budynek. Nawy były zaprojektowane w stylu gotyckim, a ich budowa została zakończona w 1465 r. W międzyczasie we Włoszech zaznaczył się silny wpływ Renesansu, więc reszta kościoła z łukowatymi galeriami, kopułą i krużgankami została zaprojektowana na nowo przez Guiniforte Solariego, który prowadził tu prace w latach 1453-1481. Następnie, w latach 1481–1499, kierował tu pracami Giovanni Antonio Amadeo. 3 maja 1497 r. kościół został konsekrowany.
Kartuzi, którzy otrzymali klasztor od fundatora, byli zobligowani do tego, aby przeznaczać część zysku z dochodów (pól, posiadłości i innych) na kontynuację budowy. Nawet wtedy, gdy budowa była zakończona, mnisi przeznaczali ogromne sumy na dodatkowe elementy dekoracyjne, dlatego w klasztorze znalazły się dzieła sztuki przynajmniej z czterech wieków (XV-XVIII). Ok. r. 1520 stary ołtarz został zastąpiony nowym, o wiele bardziej okazałym i zdobionym.
Mnisi kartuscy zostali usunięci z klasztoru w 1782 r. przez cesarza Józefa II Habsburga, który skonfiskował dobra wszystkich zakonów kontemplacyjnych w granicach swego państwa. Klasztor przeszedł w 1784 r. w ręce cystersów, a w 1789 – karmelitów. W 1810 został zamknięty. W 1843 r. kartuzi powrócili w to miejsce. Od 1866 r. klasztor został uznany za zabytek stanowiący dziedzictwo narodowe, skutkiem czego było jego upaństwowienie, razem zresztą z innymi dobrami kościelnymi, celem pokrycia deficytu publicznego. Aż do 1880 r. kartuzi zamieszkiwali w klasztorze. Obecnie przebywają tam cystersi, którzy przybyli tu w 1968 r.

## Architektura

### Kościół

#### Fasada

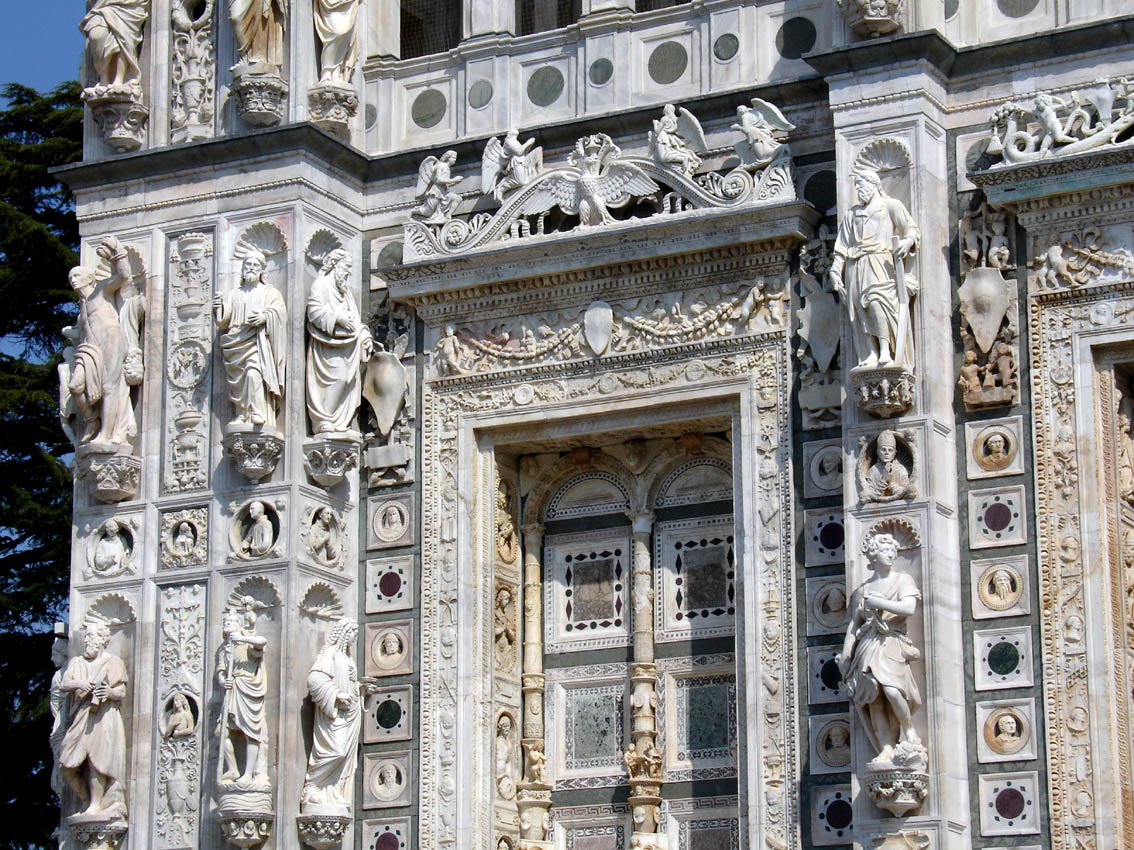
Fragment fasady

Pierwszą, zadziwiającą zwiedzających częścią budowli kościoła jest fasada. Wygląda ona tak, jakby wzniesiono ją z poustawianych prostokątów, ale jej wystrój jest imponujący. Zbudowana jest w stylu Bramentego ze szlachetnego tworzywa, jakim jest marmur. Projekt początkowy był dziełem Guiniforte Solariego i przewidywał budowlę o wiele skromniejszą. Wśród artystów pracujących przy fasadzie byli Cristoforo Mantegazza i Giovanni Antonio Amadeo, który wykonał płaskorzeźby prawej strony podstawy fasady w latach 1473-1476. Zwieńczenie zostało ukończone przy współpracy Cristoforo Solariego zwanego Garbatym. Portal jest efektem współpracy Amadeo i jego ucznia Benedetto Briosco (1501 r.) i charakteryzuje się podwójnymi kolumnami oraz płaskorzeźbami przedstawiającymi sceny z historii Certosy. W podstawie fasady znajdujemy 60 medalionów z wyobrażeniami głów cesarzy i królów oraz herbami.

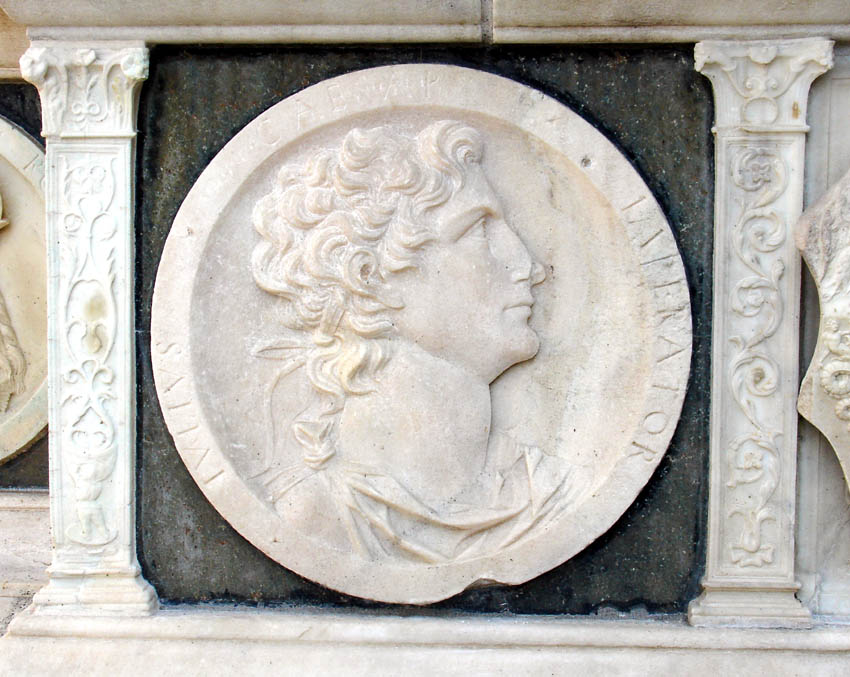
Fasada – medalion z wizerunkiem Juliusza Cezara

 Twórcami płaskorzeźb są Giovanni Antonio Amadeo, Benedetto da Porlezza, Giovan Battisa da Sesto, Stefano da Sesto i Antonio Romano, którzy do 1498 r. doprowadzili prace aż do pierwszego gzymsu. Prace zostały podjęte następnie przez Briosco i De Ganti na podstawie szkiców Dolcebuono i Ambrogio da Fossano zwanego Bergognone, pod kierownictwem Cristoforo Mantegazza. Drugi poziom płaskorzeźb został wykonany przez Amadeo i przez Montegazza oraz ich uczniów w latach 1490–1499. Przedstawiony jest tu cykl opowiadający dzieje zbawienia, począwszy od grzechu pierworodnego aż do śmierci Chrystusa na przemian z podobiznami postaci ze Starego Testamentu, od lewej: Salomona, Dawida, Izajasza, Jeremiasza, Eliasza i Zachariasza, a od prawej apostołów. Fasada powyżej portalu została wykonana po bitwie pod Pawią w 1525 r. przez Cristoforo Lombardo i jego uczniów – Angelo Mariniego i Antonio Della Porta zwanego Tamagnino. Wykonali oni posągi św. Brunona, Galeazzo Viscontiego oraz archaniołów Michała i Rafała oraz czterech ewangelistów.
Projekt portalu jest dziełem G. A. Amadeo i Dolcebuono, a zrealizowany został przez Benedetto Briosco w latach 1501–1507.

#### Wnętrze

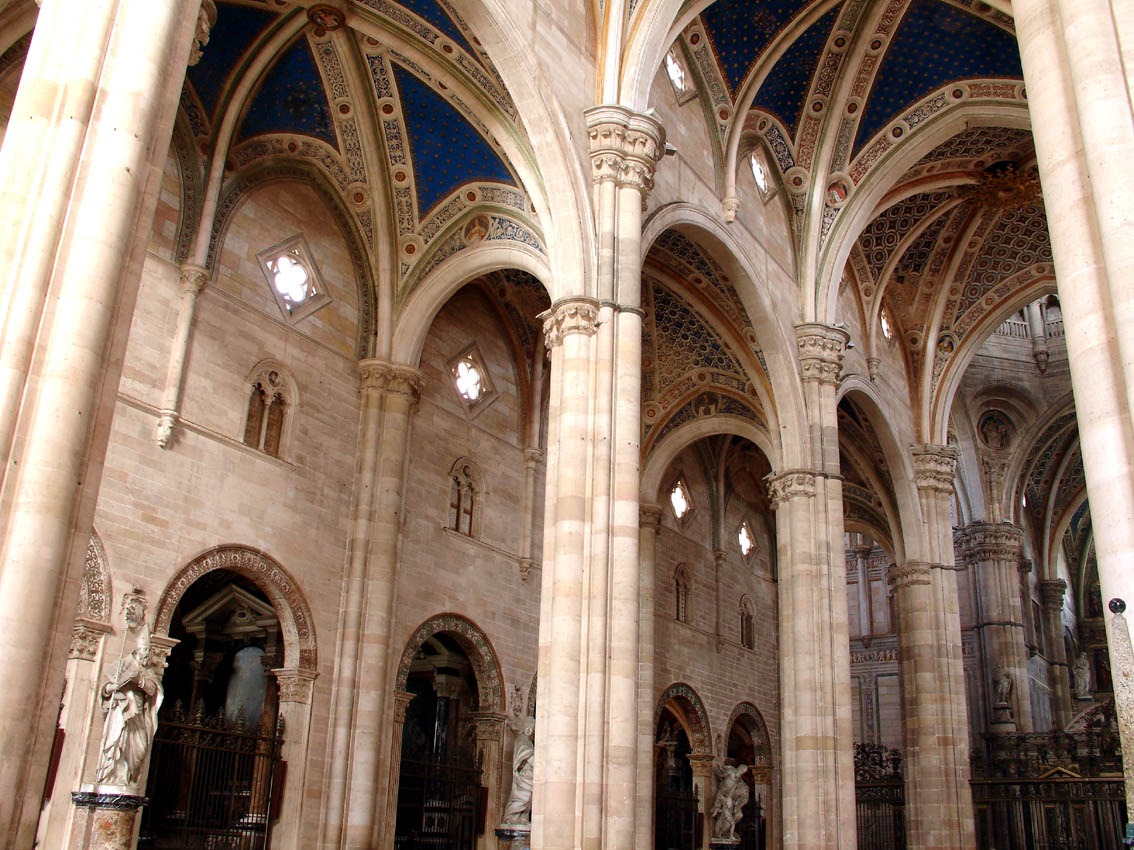
Wnętrze kościoła

Kościół zbudowany jest na planie krzyża łacińskiego i składa się z trzech naw oraz absydy i transeptu. Świątynię pokrywa sklepienie krzyżowo-żebrowe wzorowane na sklepieniu katedry mediolańskiej, choć tam jest ono bardziej strzeliste. Przestrzenie między żebrami pokryte są malowidłami zawierającymi motywy geometryczne oraz niebo gwiaździste. Interesujące są zakończenia transeptów uformowane z kaplic na planie kwadratu, zamkniętych z trzech stron półkolistymi absydami.
Wewnątrz znajdujemy arcydzieła malarstwa autorstwa Bergognone: Nastawa ołtarza św. Ambrożego (1490), Nastawa ołtarza św. Siro (1491), Crocifissione (Ukrzyżowanie) (1490). Oprócz tego są tam inne liczne dzieła sztuki, między innymi Bóg Ojciec Perugina (jedna część poliptyku), nastawy ołtarzowe autorstwa Cerano, Morazzone, Guercino, Francesco del Cairo i cykl fresków w chórze, których autorem jest Daniele Crespi. W prezbiterium znajdują się przepiękne drewniane stalle, przykład wspaniałej sztuki intarsji. W prawej części transeptu znajduje się grób fundatora Certosy – Gian Galeazzo Viscontiego. Budowa nagrobka została rozpoczęta w latach 1494-1497. Budowniczymi byli Giovanni Cristoforo Romano i Benedetto Briosco. Dokończenie budowy przypada dopiero na rok 1562. W absydzie prawego ramienia transeptu umieszczony jest wspaniały fresk Bergognone z lat 1490-1495 przedstawiający Gian Galeazzo Viscontiego ofiarowującego makietę Certosy Matce Bożej.
W lewej części transeptu znajduje się nagrobek Ludovico Sforzy zwanego il Moro oraz jego żony Beatrice d'Este. Jest to jedno z arcydzieł autorstwa Cristoforo Solariego. W lewej absydzie znajdujemy fresk Bergognone przedstawiający Ukoronowanie Matki Bożej, po bokach której przedstawieni są Francesco Sforza i Ludovico il Moro.

### Mały krużganek

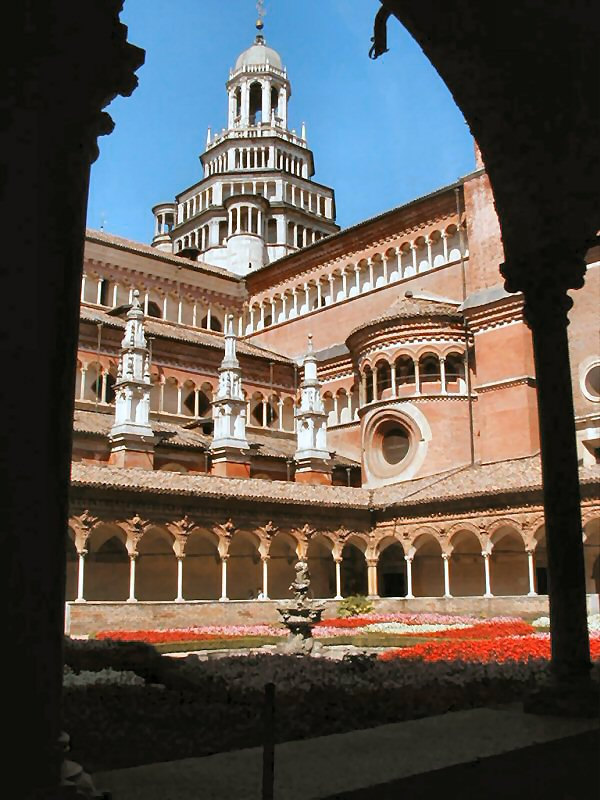
Widok na kościół i mały krużganek

Elegancki portal z rzeźbami autorstwa braci Cristoforo i Tommaso Mantegazza oraz G. A. Amadeo prowadzi z kościoła do małego krużganka, jednego z najbardziej spektakularnych zakątków Certosy. W jego środku znajduje się ogród. Krużganek ten to miejsce, które było ośrodkiem życia wspólnotowego zakonników, łączącym z tak ważnymi miejscami jak kościół, kapituła, biblioteka i refektarz. Z niego roztacza się widok na bok i transept kościoła. Ozdoby z terakoty i delikatne, marmurowe pilastry zostały wykonane przez Rinaldo de Stauris w latach 1463–1478.

### Duży krużganek

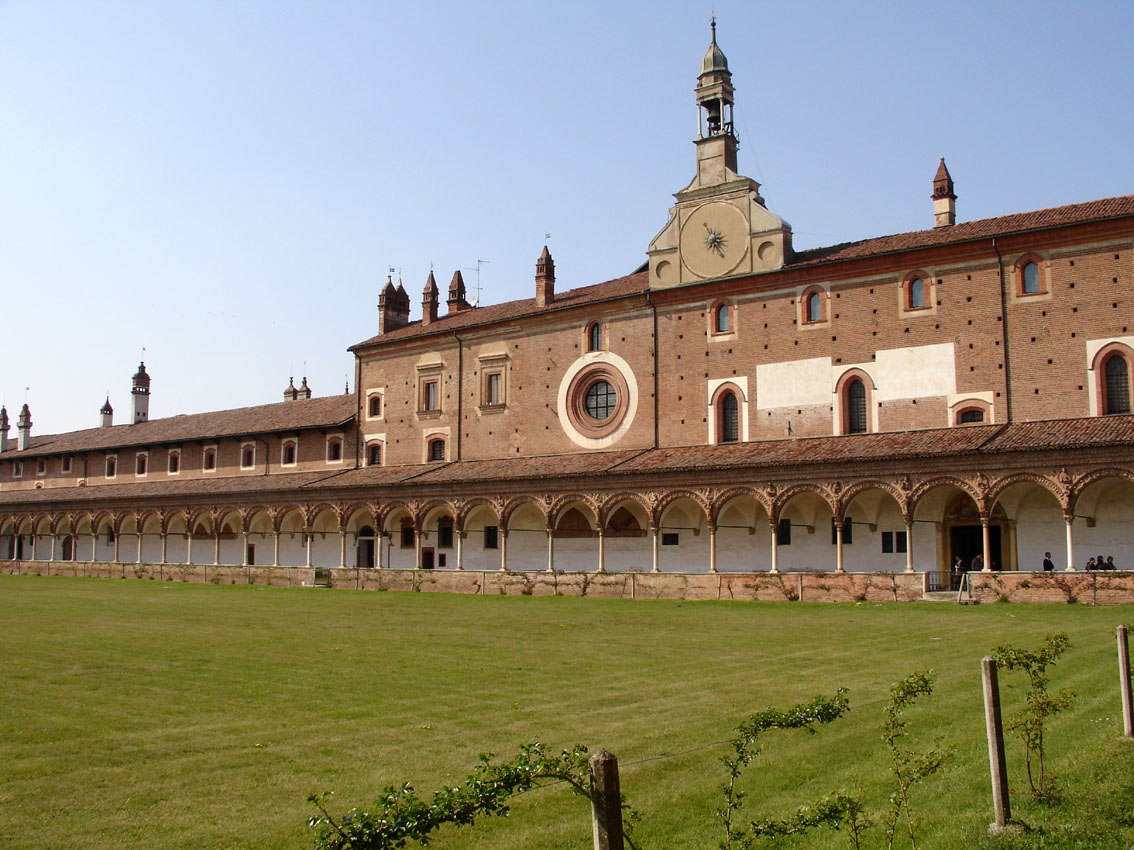
Duży krużganek

Podobne ozdoby, autorstwa tych samych artystów można znaleźć także w dużym krużganku, długim 125 m i szerokim ok. 100. Wychodzą nań cele (domki) dla 24 mnichów. Każda z nich składa się z trzech pomieszczeń i ogródka. Obok wejścia do każdej celi, oznaczonej jedną z liter alfabetu, umieszczony jest niewielki otwór, przez który mnich otrzymywał codzienny posiłek w dni powszednie, kiedy to wszystkich obowiązywała zasada samotności. Na posiłki wspólnotowe zakonnicy zbierali się tylko w dni świąteczne w refektarzu. Bogato zdobione kolumny arkad ze statuami świętych, proroków i aniołów są wykonane na przemian z białego i różowego marmuru. Niestety nie zachowały się malowidła przedstawiające proroków i inne postacie, które swego czasu ozdabiały krużganek, a których autorem był Vincenzo Foppa.